# Madingring
Madingring est une commune du Cameroun située dans la région du Nord et le département du Mayo-Rey, à la frontière avec le Tchad.

## Population
Lors du recensement de 2005, la commune comptait 57 347 habitants, dont 9 551 pour Madingring Ville.

## Structure administrative de la commune
Outre Madingring proprement dit, la commune comprend les villages suivants :
- Baïla
- Bissa
- Bongo
- Djablang
- Djamboutou
- Djamdje
- Djeing
- Djemadjou
- Djemréo
- Djibao
- Fangwileo
- Gambou
- Ganadje
- Goïdassou
- Goingou
- Goïtam
- Gor
- Kagnadjé
- Kambang
- Kodjong
- Kodjoni
- Koubadjé
- Koudjourou
- Kouloumbou
- Laou
- Laoudjara
- Laoudjougoye
- Laoumboré
- Laoupoing I
- Maïkreo
- Maïrom
- Mamboum
- Mandi Mayo
- Massi
- Mawaïla
- Mayo Ndjarendi
- Mbakla
- Mbaoubala
- Mbaoulari
- Mbiem Windé
- Mbiem Wouro Dolé
- Mbihaou
- Mbissiri II
- Ndodjon
- Nkongwala
- Sorombéo
- Telbé
- Tissiri Baldjouk
- Toklomwa
- Wawoula
- Yagoye I